# Rotrou de Nogent
Rotrou de Nogent (Latín: Rotroldus, c. 935-996) fue un noble normando, señor de Perche y primer conde de Nogent de 960 a 996. Es primer referente de la familia de Rotrou y Nogent, el «primero de la casa de Rotrou» que fue posicionándose entre otras poderosas familias, procedente de una estirpe surgida a mediados del siglo IX cuyo origen se ha perdido en la historia. John Burke (1814-1892) sugirió que el origen familiar de Rotrou se asocia con la familia de Bellême, en particular con Yves de Creil. Se ha teorizado también sobre su origen germánico. La etimología de Rotrou contiene elementos como «rot» (rojo o glorioso) y «trou» (promesa).
Rotrou fue un noble de casta inferior que alimentó fuertes lazos con otras familias como de Blois y Chartres. Como vasallo de Teobaldo I de Blois participó en la guerra contra Ricardo I de Normandía, conquistando Sées a los normandos en 963 pero perdiendo Bellême. Por su devota fidelidad y servicio, pese a la perdida de Bellême, Teobaldo le concedió el título de conde de Perche. Después de una larga guerra, Teobaldo constituye un feudo alrededor de Nogent, La Ferrière, Montigny, Morvilliers (?), Rivray y Montlandon y le confía la defensa del territorio a Rotrou.

## Herencia
A la par de un pasado sin rastro, existe cierta confusión con la descendencia de Rotrou. Se desconoce la identidad de su esposa e hijos, pero los anales citan a un posible hijo (o hijastro) Fulcuich y nieto, Godofredo de Perche, quien recibió la herencia de su abuelo. Rotrou el Grande es seguramente su descendiente directo.
Nogent-le-Rotrou fue fundada para capital de la zona sur del distrito de Nogent-le-Rotrou y de él recibe su nombre.